# Budîșce, Cervonoarmiisk
Budîșce (în ucraineană Будище) este un sat în comuna Babîcivka din raionul Cervonoarmiisk, regiunea Jîtomîr, Ucraina.

## Demografie
Componența lingvistică a localității Budîșce
     Ucraineană (98,59%)
     Rusă (1,41%)
Conform recensământului din 2001, majoritatea populației localității Budîșce era vorbitoare de ucraineană (98,59%), existând în minoritate și vorbitori de rusă (1,41%).